# Peter Williams
Peter Michael Williams CBE, FRS, FREng (22 de março de 1945) é um físico britânico.
Foi eleito fellow da Royal Academy of Engineering em 1996. Foi eleito membro da Royal Society em maio de 1999.
Em 2005 tornou-se o quinto reitor da Universidade de Leicester.